# Metamynoglenes attenuata
Metamynoglenes attenuata är en spindelart som beskrevs av A. David Blest 1979. Metamynoglenes attenuata ingår i släktet Metamynoglenes och familjen täckvävarspindlar. Inga underarter finns listade i Catalogue of Life.